# Relais 4 x 200 mètres nage libre masculin aux Jeux olympiques d'été de 1924
L'épreuve de 4 × 200 mètres nage libre masculin des Jeux olympiques de 1924 a eu lieu les 18 et 20 juillet 1924 dans un bassin long de 50 mètres, le stade aquatique des Tourelles à Paris.
Le record du monde (et record olympique) a été établi par les nageurs américains lors des Jeux olympiques d'Anvers en 1920, en 10 min 4 s 4.
La FINA n'avait pas anticipé le grand nombre de nations inscrites (16 au total, dont 13 partantes) et n'avait prévu que séries et finale. Le nombre de participants a obligé à faire des demi-finales. Ces dernières ont dû être organisées le même jour que les séries. C'est en partie pour cette raison que les principales nations ont utilisé pour la première fois les remplaçants, réservant certains nageurs pour la finale.
Les séries sont facilement dominées par les équipes favorites États-Unis, Australie et Suède, qui se retrouvent d'ailleurs sur le podium. L'équipe de France réalise une performance inattendue alors que l'équipe britannique qui a engagé ses remplaçants se qualifie de justesse. Les demi-finales restent dominées par les favoris, mais le relais japonais réalise un excellent temps le plaçant en embuscade pour la finale.
Les meilleurs nageurs sont engagés par leur nation pour la finale. La domination américaine est totale, emmenée par un Johnny Weissmuller un peu en-dedans, se réservant pour la finale du 100 mètres nage libre l'après-midi. Les nageurs australien Andrew Charlton et suédois Arne Borg font à nouveau sensation, après leurs performances exceptionnelles tout au long de la semaine olympique.

## Séries
| Série | Rang | Pays (nageurs par ordre de départ)                                            | Temps          | Qualification            |
| ----- | ---- | ----------------------------------------------------------------------------- | -------------- | ------------------------ |
| 1     | 1    | Dick Howell, Ralph Breyer, Wally O'Connor, Harrison Glancy                    | 10 min 41 s 60 | Q                        |
| 1     | 2    | Gianni Patrignani, Renato Bacigalupo, Emilio Polli, Agostino Frassinetti      | 11 min 5 s 20  | Q                        |
| 1     | 3    | Ivo Arčanin (en), Ante Roje (en), Vlado Smokvina (en), Atilije Venturini (en) | 12 min 2 s 40  |                          |
| 1     | 4    | Ramon Berdomàs, Pedro Méndez, Juli Peradejordi i Vergara, José Manuel Pinillo | 12 min 2 s 40  |                          |
| 2     | 1    | Orvar Trolle, Georg Werner, Thor Henning, Gösta Persson                       | 11 min 15 s 40 | Q                        |
| 2     | 2    | Sjaak Köhler (en), Gé Dekker (en), Otto Hoogesteyn (en), Frits Schutte (en)   | 11 min 35 s 60 | Q                        |
| 3     | 1    | Ernest Henry, Moss Christie, Frank Beaurepaire, Ivan Stedman                  | 10 min 21 s 20 | Q                        |
| 3     | 2    | Kazuo Noda, Kazuo Onoda, Katsuo Takaishi, Torahiko Miyahata                   | 10 min 24 s 20 | Q                        |
| 3     | 3    | Viktor Legát (en), Stanislav Bičák (en), Rudolf Piowaty, Václav Antoš         | 11 min 12 s 80 | q (meilleurs troisièmes) |
| 3     | 4    | Victoriano Zorrilla, Juan Behrensen, Jorge Moreau, Tomás Jones (en)           | 11 min 25 s    |                          |
| 4     | 1    | Édouard Vanzeveren, Émile Zeibig, Guy Middleton, Henri Padou                  | 10 min 41 s 40 | Q                        |
| 4     | 2    | Leslie Savage, Edward Peter, Albert Dickin, Harold Annison                    | 10 min 52 s 60 | Q                        |
| 4     | 3    | Albert Buydens, Joseph Callens, Martial van Schelle, Émile Thienpondt         | 11 min 14 s 80 |                          |

Les séries du 4 × 200 mètres nage libre masculin ont lieu le vendredi 18 juillet le matin,. Les entrées lors de cette demi-journée sont comptées à un peu plus de 1 000 spectateurs. Les deux premières équipes de chaque série et la meilleure troisième sont qualifiées pour les demi-finales.
La course enregistre le plus grand nombre d'équipes engagées (16) et participantes (13) jusque là dans l'histoire des Jeux. Les équipes du Canada, de la Grèce et de la Hongrie déclarent forfait, bien qu'elles aient eu le nombre requis de nageurs pour concourir.
Les trois premières séries sont facilement dominées par les équipes américaine, suédoise et australienne. La suprématie australienne est favorisée par le fait que les nageurs japonais virent très lentement, au point de laisser croire qu'ils s'arrêtent au virage. Pourtant les relais des équipes du Pacifique font jeu égal jusqu'à ce que le vétéran Frank Beaurepaire détache définitivement les Australiens. Dans la dernière série, la victoire du relais français sur le relais britannique surprend les observateurs, tout comme l'élimination du relais belge. Édouard Vanzeveren lance le relais français, permettant à Émile Zeibig de plonger avec une douzaine de mètres d'avance sur Edward Peter. Celui-ci remonte et dépasse son adversaire. Les Britanniques abordent le dernier relais trois mètres devant les Français. L'effort fourni par Henri Padou permet à l'équipe française de s'imposer avec à nouveau une douzaine de mètres d'avance,,. Les relayeurs français réalisent les temps suivants : Édouard Vanzeveren : 2 min 38 s ; Émile Zeibig : 2 min 45 s 80 ; Guy Middleton : 2 min 41 s 80 ; Henri Padou : 2 min 35 s,.

## Demi-finales
| Série | Rang | Pays                                                                        | Temps          | Qualification           |
| ----- | ---- | --------------------------------------------------------------------------- | -------------- | ----------------------- |
| 1     | 1    | Ernest Henry, Moss Christie, Frank Beaurepaire, Ivan Stedman                | 10 min 27 s    | Q                       |
| 1     | 2    | John Thomson, Edward Peter, Albert Dickin, Harold Annison                   | 10 min 31 s 20 | Q                       |
| 1     | 3    | Édouard Vanzeveren, Émile Zeibig, Guy Middleton, Henri Padou                | 10 min 39 s 40 |                         |
| 1     | 4    | Sjaak Köhler (en), Gé Dekker (en), Otto Hoogesteyn (en), Frits Schutte (en) | 11 min 29 s    |                         |
| 1     | n.c  | Tchécoslovaquie                                                             |                | DNS                     |
| 2     | 1    | Dick Howell, Ralph Breyer, Wally O'Connor, Harrison Glancy                  | 9 min 59 s 40  | Q (RM) et (RO)          |
| 2     | 2    | Åke Borg, Arne Borg, Orvar Trolle, Georg Werner                             | 10 min 8 s 20  | Q                       |
| 2     | 3    | Kazuo Noda, Kazuo Onoda, Katsuo Takaishi, Torahiko Miyahata                 | 10 min 12 s 40 | q (meilleure troisième) |
| 2     | 4    | Gianni Patrignani, Renato Bacigalupo, Emilio Polli, Agostino Frassinetti    | 11 min 0 s 40  |                         |

Le nombre élevé d'équipes engagées a obligé à des demi-finales organisées le vendredi 18 juillet après-midi devant un peu plus de 4 000 spectateurs. Les deux premières équipes de chaque série et la meilleure troisième sont qualifiées pour la finale.
La première demi-finale est remportée par l'Australie qui utilise toujours ses remplaçants. Par contre, l'équipe britannique aligne cette fois-ci ses quatre meilleurs nageurs qui devancent largement leurs adversaires français, effaçant la défaite du matin. Pourtant, Édouard Vanzeveren vire en tête aux 100 mètres pour la France. Rejoint par son adversaire australien aux 150 mètres, il reste à la hauteur de celui-ci lorsqu'il passe le relais à Émile Zeibig. Ce dernier, comme le matin, perd du terrain et se fait dépasser par le nageur britannique. Définitivement devancée d'abord de 5 mètres, l'équipe française ne peut refaire son retard malgré tous les efforts d'Henri Padou qui termine avec 10 mètres sur les Britanniques, seconds et qualifiés. L'équipe néerlandaise a nagé sans participer aux débats. La deuxième demi-finale est dominée par les Américains qui alignent toujours les remplaçants. L'Italie est immédiatement distancée et observe la course de loin. Longtemps, l'équipe japonaise a conservé la deuxième place. Cependant, les jumeaux Borg, préservés le matin mais alignés l'après-midi comme derniers relayeurs, permettent aux Suédois de prendre l'ascendant sur les Japonais. Ces derniers obtiennent cependant leur place en finale au titre de meilleurs troisièmes. Les USA battent le record du monde et finissent 10 mètres devant les Suédois et une douzaine de mètres devant les Japonais,,.

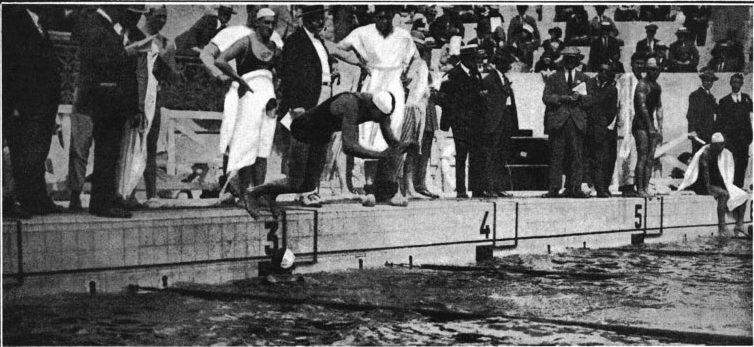
Passage de relais au cours de la deuxième demi-finale du. Pour l'équipe américaine Wally O'Connor (dans l'eau) passe le relais à Dick Howell (qui plonge).

## Finale
La finale se déroule le dimanche 20 juillet le matin, devant un peu plus de 1 700 spectateurs.
Pour la finale, ce sont les « équipes A » qui sont engagées. Dès lors, le relais américain domine de bout en bout et s'adjuge un nouveau record du monde et olympique. Il vire effectivement avec déjà 10 mètres d'avance sur le Japon aux 100 mètres et n'est jamais inquiété. Johnny Weissmuller, dernier relayeur, qui vise le titre olympique sur le 100 mètres nage libre l'après-midi se contente d'assurer la victoire de son équipe. Les Australiens terminent deuxièmes à près de dix secondes. Si le Japon vire à la deuxième place aux 100 mètres, l'Australie est, définitivement, passée devant aux 200 mètres. Le deuxième relayeur australien Andrew Charlton refait même le retard de son équipe sur les Américains, avant qu'elle soit à nouveau lâchée. Le suspense porte finalement pour la troisième marche du podium. Longtemps, l'équipe japonaise semble pouvoir réussir à accrocher le bronze. Lorsque le dernier relayeur suédois, Arne Borg, qui lui aussi nage la finale du 100 mètres l'après-midi, plonge, son équipe a 30 mètres de retard. Il fait un énorme effort : il parcourt la distance en 2 min 19 s, soit plus vite que chacun des relayeurs américains. Il parvient à dépasser et devancer les nageurs nippons. La Grande-Bretagne est quant à elle lâchée dès les premières longueurs et ne participe pas aux débats,,,.
La médaille de bronze de l'Australien Frank Beaurepaire sur le 4 × 200 mètres nage libre est aussi sa dernière médaille olympique ; sa première remontait aux Jeux de Londres, seize ans plus tôt.

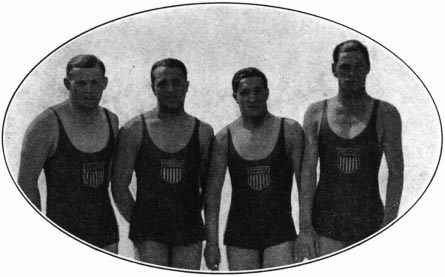
Relais américain vainqueur du ; de gauche à droite : Wally O'Connor, Ralph Breyer, Harrison Glancy etJohnny Weissmuller.

| Rang | Pays                                                                | Temps          |                                            |
| ---- | ------------------------------------------------------------------- | -------------- | ------------------------------------------ |
| 1    | (Ralph Breyer, Harrison Glancy, Wally O'Connor, Johnny Weissmuller) | 9 min 53 s 4   | (RM) et (RO)                               |
| 2    | (Andrew Charlton, Moss Christie, Frank Beaurepaire, Ernest Henry)   | 10 min 2 s 2   |                                            |
| 3    | (Arne Borg, Åke Borg, Orvar Trolle, Georg Werner)                   | 10 min 6 s 8   |                                            |
| 4    | (Torahiko Miyahata, Kazuo Noda, Kazuo Onoda, Katsuo Takaishi)       | 10 min 15 s 20 |                                            |
| 5    | (Harold Annison, Albert Dickin, Edward Peter, John Thomson)         | 10 min 29 s 40 |                                            |
| 6    | (Guy Middleton, Henri Padou, Édouard Vanzeveren, Émile Zeibig)      |                | Décision du jury 6e temps des demi-finales |